# Bjärke landskommun
Bjärke landskommun var en tidigare kommun i dåvarande Älvsborgs län.

## Administrativ historik
Kommunen bildades vid kommunreformen 1952 som storkommun genom sammanläggning av Erska landskommun, Stora Mellby landskommun, Magra landskommun, Lagmansereds landskommun och Långareds landskommun. Långared hade tidigare hört till Kullings härad, medan övriga hade utgjort hela Bjärke härad, därav namnet.
Kommunen upphörde 1974, varvid Lagmansereds församling och en mindre del av Stora Mellby församling införlivades med Trollhättans kommun och övriga med Alingsås kommun.
Kommunkoden var 1516.

### Kyrklig tillhörighet
I kyrkligt hänseende tillhörde kommunen församlingarna Erska, Lagmansered, Långared, Magra och Stora Mellby. Dessa församlingar slog samman 2006 att bilda Bjärke församling.

## Geografi
Bjärke landskommun omfattade den 1 januari 1952 en areal av 313,34 km², varav 287,59 km² land.

### Tätorter i kommunen 1960
I Bjärke landskommun fanns tätorten Sollebrunn, som hade 606 invånare den 1 november 1960. Tätortsgraden i kommunen var då 11,8 procent.

## Politik

### Mandatfördelning i valen 1950-1970
| 8 | 2 | 9 | 16 | 5 |

| 39 |

| 8 | 2 | 11 | 14 | 5 |

| 39 |

| 6 |  | 14 | 13 | 6 |

| 40 |

| 7 | 2 | 14 | 11 | 6 |

| 40 |

| 6 |  | 11 | 10 | 2 | 5 |

| 35 |

| 7 |  | 13 | 9 |  | 4 |

| 35 |

## Befolkning

### Demografi

#### Befolkningsutveckling
Så här förändrades befolkningstalet per den 31 december respektive år i kommunen:
| Befolkningsutvecklingen i Bjärke kommun 1951–1973 | Befolkningsutvecklingen i Bjärke kommun 1951–1973 | Befolkningsutvecklingen i Bjärke kommun 1951–1973 | Befolkningsutvecklingen i Bjärke kommun 1951–1973 | Befolkningsutvecklingen i Bjärke kommun 1951–1973 |
| ------------------------------------------------- | ------------------------------------------------- | ------------------------------------------------- | ------------------------------------------------- | ------------------------------------------------- |
|                                                   |                                                   |                                                   |                                                   |                                                   |
| År                                                |                                                   |                                                   | Folkmängd                                         |                                                   |
| 1951                                              | 1951                                              |                                                   | 5 549                                             |                                                   |
| 1952                                              | 1952                                              |                                                   | 5 522                                             |                                                   |
| 1953                                              | 1953                                              |                                                   | 5 458                                             |                                                   |
| 1954                                              | 1954                                              |                                                   | 5 448                                             |                                                   |
| 1955                                              | 1955                                              |                                                   | 5 420                                             |                                                   |
| 1956                                              | 1956                                              |                                                   | 5 340                                             |                                                   |
| 1957                                              | 1957                                              |                                                   | 5 272                                             |                                                   |
| 1958                                              | 1958                                              |                                                   | 5 268                                             |                                                   |
| 1959                                              | 1959                                              |                                                   | 5 207                                             |                                                   |
| 1960                                              | 1960                                              |                                                   | 5 100                                             |                                                   |
| 1961                                              | 1961                                              |                                                   | 5 006                                             |                                                   |
| 1962                                              | 1962                                              |                                                   | 4 974                                             |                                                   |
| 1963                                              | 1963                                              |                                                   | 4 868                                             |                                                   |
| 1964                                              | 1964                                              |                                                   | 4 834                                             |                                                   |
| 1965                                              | 1965                                              |                                                   | 4 786                                             |                                                   |
| 1966                                              | 1966                                              |                                                   | 4 692                                             |                                                   |
| 1967                                              | 1967                                              |                                                   | 4 673                                             |                                                   |
| 1968                                              | 1968                                              |                                                   | 4 616                                             |                                                   |
| 1969                                              | 1969                                              |                                                   | 4 566                                             |                                                   |
| 1970                                              | 1970                                              |                                                   | 4 571                                             |                                                   |
| 1971                                              | 1971                                              |                                                   | 4 542                                             |                                                   |
| 1972                                              | 1972                                              |                                                   | 4 684                                             |                                                   |
| 1973                                              | 1973                                              |                                                   | 5 099                                             |                                                   |